# Sipylos
Hora Spil (turecky Spil Dağı), antická hora Sipylos (Starořečtina: Σίπυλος) (1 513 m n. m.), je vrchol opředený legendami. Leží v turecké provincii Manisa, která byla centrem Lýdie a nyní je součástí Egejského regionu. Je součástí národního parku Spilské hory.

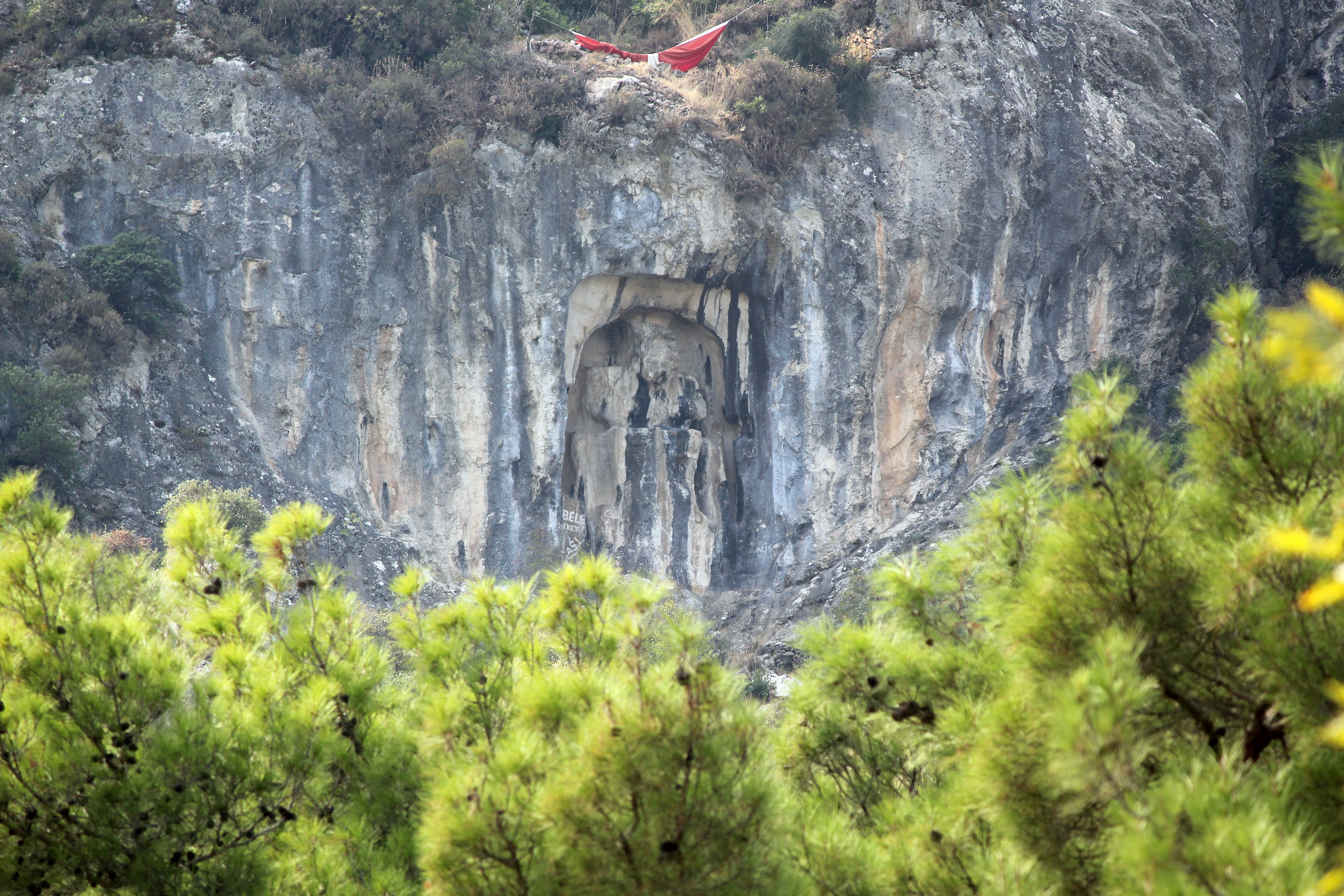
Socha bohyně Kybelé

Její vrchol lze zahlédnout z města Manisa stejně jako na cestě z Izmiru do Manisy. Přilehlá hora Yamanlar, která je často považována za prodloužení masivu hory a je součástí její historie, představuje ovšem vyhaslý vulkán a patří k odlišnému geologickému celku.
Celé pohoří je také vhodné pro horolezectví a horskou turistiku.

## Legendy
V Akpinaru v blízkosti hory Sypilos je od konce druhého tisíciletí před naším letopočtem ve skále vytesána socha bohyně Kybelé, manželky boha Krona, podle níž údajně dostalo celé pohoří název. Podle jiné legendy dostal vrchol jméno podle Spily, dcery krále Mínose, která byla unesena do hor a vychovávána divokou zvěří. 
Lýdýjský král Tantalos, syn Dia a nymfy Pluto zde nechal vystavit luxusní zámek a při oslavě se dopustil největšího hříchu antické mytologie - svého syna zabil, uvařil a naservíroval jako pokrm bohům, za což byl později potrestán.
Nachází se zde také místo Plačící skála, nazývané podle báje, ve které bohyně Niobé pláče pro svých 14 dětí zabitých bohyní Létou.

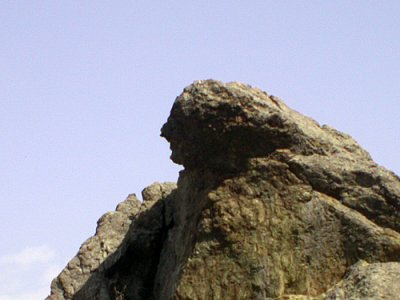
Plačící skála

Jezero Sulukle, obývané množstvím pijavic, se nachází v blízkosti hory ve východní části národního parku. Je 600 metrů dlouhé a vzniklo jako důsledek rozpouštění vápencového dna. V oblasti se také nachází mnoho jeskyní (největší Pasaini).